# Antoine-Louis Polier
Pour les articles homonymes, voir Polier.
Antoine-Louis de Polier, ou Antoine David Henry Polier, baptisé le 28 février 1741 à Lausanne et assassiné le 9 février 1795 à Avignon, est un ingénieur et orientaliste suisse.

## Biographie
Antoine-Louis de Polier est le plus jeune fils de Jacques-Henri de Polier et de son épouse Jeanne-Francoise Moreau de Brosses, descendant d'une famille noble de protestants français ayant émigré en Suisse au milieu du XVIe siècle pour fuir les guerres de religion.
À 15 ans, il s'embarque pour les Indes afin de rejoindre un oncle riche qui meurt cependant avant son arrivée. Sans le sou, Polier s'engage alors dans l'armée britannique. Il reste en Inde jusqu'en 1788, occupant divers postes importants à la Compagnie anglaise des Indes orientales, puis auprès du nabab Shuja ud-daula (en). À Lucknow, il rencontre le Français Claude Martin et le Savoyard Benoît de Boigne, qui réside un temps dans sa demeure.
Il connaît des hauts et des bas, tantôt comblé de faveurs, tantôt en disgrâce. Il commande un temps une armée de 7 000 hommes pour l'empereur mogol Shah Alam II, perd des batailles, puis retourne dans l'armée britannique.
En juillet 1788, Antoine-Louis Polier rentre en Europe en rapportant une riche collection de manuscrits orientaux, dont une copie complète des Vedas en 11 volumes qu'il offre au British Museum. Il se marie et se fixe à Lausanne.
Sympathisant de la Révolution française, il doit quitter le Pays de Vaud en 1792 et s'installe en France, non loin d'Avignon. Habitué au luxe colonial asiatique, il excite, par le faste de sa manière de vivre, la cupidité d'une troupe de brigands qui sévit alors dans le Vaucluse. Il est assassiné à son domicile le 9 février 1795 à coups de sabre, de couteau, et d'armes à feu.
Il laisse deux enfants, les comtes Charles et Adolphe de Polier.

## Œuvre
Durant son long séjour en Inde, le colonel Polier peut se familiariser avec l'hindouisme auprès d'un informateur de première main, un brahmane du nom de Ramtchund. De retour en Suisse, Polier constitue un vaste dossier documentaire sur le sujet et rassemble un grand nombre de notes, mais sans les fondre dans un texte définitif. Ce sera l’œuvre de sa parente, la chanoinesse Marie-Elisabeth de Polier, qui publiera en 1809 Mythologie des Indous / Travaillée par Mdme. la Chnsse. de Polier sur des manuscrits authentiques apportés de l'Inde par feu Mr. le Colonel de Polier, Membre de la Société Asiatique de Calcutta. Cet ouvrage regroupe les notes sur la religion, mais également des résumés fort développés – et déjà mis en forme par le colonel – de trois textes majeurs de l'hindouisme, le Ramayana, le Mahâbhârata et le Bhâgavata Purâna.
Alors que les spécialistes ont négligé ce travail de synthèse, le jugeant peu intéressant parce que déformé par la chanoinesse, Georges Dumézil et son collègue suédois Stig Wikander ont remarqué, dès le milieu des années 1950, la qualité du texte de Polier et ils se sont promis de réhabiliter l'auteur et son œuvre. C'est ce qui a donné lieu à la publication en 1985 par Dumézil de l'ouvrage Le Mahabarat et le Bhagavat du colonel de Polier qui permet de découvrir de substantiels extraits d'« une vieille œuvre injustement oubliée », à savoir les chapitres V à X et la première partie du chapitre XI de la Mythologie des Indous. Dans sa recension, le colonel a nettement mis l'accent sur la vie de Krishna (le Bhâgavata Purâna), narrant longuement ses nombreux épisodes pleins de rebondissements et passant somme toute assez rapidement sur la querelle entre les Pândava et les Kaurava (qui fait l'objet de l'immense Mahâbhârata), considérée comme un épisode parmi d'autres de la vie de Krishna. Il passe en particulier sous silence le dialogue entre Arjuna et Krishna, qui est le thème de la Bhagavad-Gītā, un des ouvrages essentiels de l'hindouisme.

## Sources
- C. Regamey, « Un pionnier vaudois des études indiennes: Antoine-Louis de Polier », dans Rudolf Stamm et Georges Bonnard (Dir.), Mélanges offerts à Monsieur Georges Bonnard, professeur honoraire de l'Université de Lausanne, à l'occasion de son quatre-vingtième anniversaire, Genève, 1966, p. 183-209
- Gérard Colas et Fr. Richard, « Le fonds Polier à la Bibliothèque nationale », Bulletin de l'Ecole française d'Extrême-Orient, vol. 73,‎ 1984, p. 99-123 (lire en ligne, consulté le 25 avril 2015).
- Georges Dumézil. Le Mahabarat et le Bhagavat du Colonel de Polier. Paris, Gallimard, 1958 rééd. 1985,  (ISBN 978-2070706051)
- Lucienne Hubler, « Polier, Antoine Louis Henri » dans le Dictionnaire historique de la Suisse en ligne, version du 9 juillet 2009..